# Hans Bing
Hans Bing (* 3. Januar 1889 in Ratibor, Provinz Schlesien; † 5. Januar 1939 in New York City) war ein deutscher Arzt und Politiker (SPD).

## Leben
Bing war der Sohn des Geheimen Postbaurats Karl Bing. Er besuchte die Gymnasien in Dortmund und Köln und studierte 1907 bis 1912 Medizin in Straßburg, Freiburg im Breisgau, Bonn, München und Leipzig. Er legte das Staatsexamen 1912 in Leipzig ab, arbeitete 1912 bis 1914 als Assistenzarzt in Köln und Berlin und erhielt 1914 die Approbation. Im Ersten Weltkrieg leistete er Kriegsdienst als Sanitätsoffizier. 1917 wurde er in Königsberg über einen „Fall von intermittierendem Magensaftfluss“ zum Dr. med. promoviert. Von Oktober 1919 bis Januar 1938 war er Facharzt für Innere Krankheiten in Danzig. 
Bing war in der Arbeiterjugend- und Arbeitersportbewegung sowie in der ärztlichen Berufsvertretung tätig. Als Mitglied der SPD gehörte er von 1920 bis 1933 dem Volkstag der Freien Stadt Danzig an.
Aufgrund seiner jüdischen Herkunft und seiner politischen Betätigung wurde er von den Nationalsozialisten verfolgt und musste daher im Januar 1938 mit seiner Ehefrau Frida Anna Emilie van Gebhardt, geborene Behnke, mit der er seit 1934 verheiratet war, in die USA auswandern. Dort starb er bereits im folgenden Jahr, zwei Tage nach seinem 50. Geburtstag, nachdem er auf einer New Yorker U-Bahn-Station in Forest Hills zusammengebrochen war. Laut Sterbeurkunde litt er an einer chronischen Myokarditis.